# Pau Factor
Pau Factor es el primer álbum recopilatorio de la cantante mexicana Paulina Rubio con su actual discográfica Universal Music, cuyo lanzamiento se realizó el 25 de noviembre de 2013 en Estados Unidos. En su única edición, el álbum recopila 13 temas de Rubio, siendo todos ellos del quinto al décimo álbum de estudio. La mayoría de los temas son de sus sencillos con más éxito comercial, en español e inglés. El álbum estuvo disponible en físco sólo para Estados Unidos y en digital para el resto del mundo. El álbum tuvo nula promoción por parte de la cantante ya que no incluye ningún tema inédito. 

## Listado de canciones
- Edición estándar

| Pau Factor |                       |                             |          |  |
| N.º        | Título                | Productor(es) álbum         | Duración |  |
| 1.         | «Boys Will Be Boys»   | RedOne                      | 03:05    |  |
| 2.         | «Casanova»            | Marcello Azevedo            | 03:36    |  |
| 3.         | «Fire (Sexy Dance)»   | Jodi Marr                   | 03:29    |  |
| 4.         | «Say the Word»        | RedOne                      | 04:14    |  |
| 5.         | «Causa y efecto»      | Cachorro López              | 03:24    |  |
| 6.         | «Ni una sola palabra» | Cachorro López              | 03:52    |  |
| 7.         | «Te quise tanto»      | Emilio Estefan              | 04:05    |  |
| 8.         | «Lo haré por ti»      | Christian "C-Rod" Rodríguez | 04:41    |  |
| 9.         | «Dame otro tequila»   | Emilio Estefan Jr.          | 02:42    |  |
| 10.        | «El último adiós»     | Christian "C-Rod" Rodríguez | 04:48    |  |
| 11.        | «Y yo sigo aquí»      | Marcello Azevedo            | 04:14    |  |
| 12.        | «Yo no soy esa mujer» | Marcello Azevedo            | 03:45    |  |
| 13.        | «Don't Say Goodbye»   | Gen Rubin                   | 04:49    |  |